# نائویوکی فوجیتا
نائویوکی فوجیتا (ژاپنی: 藤田 直之؛ زادهٔ ۲۲ ژوئن ۱۹۸۷) یک بازیکن فوتبال اهل ژاپن است.که در باشگاه فوتبال ساگان توسو ژاپن بازی می‌کند.